# Karl Sigmund

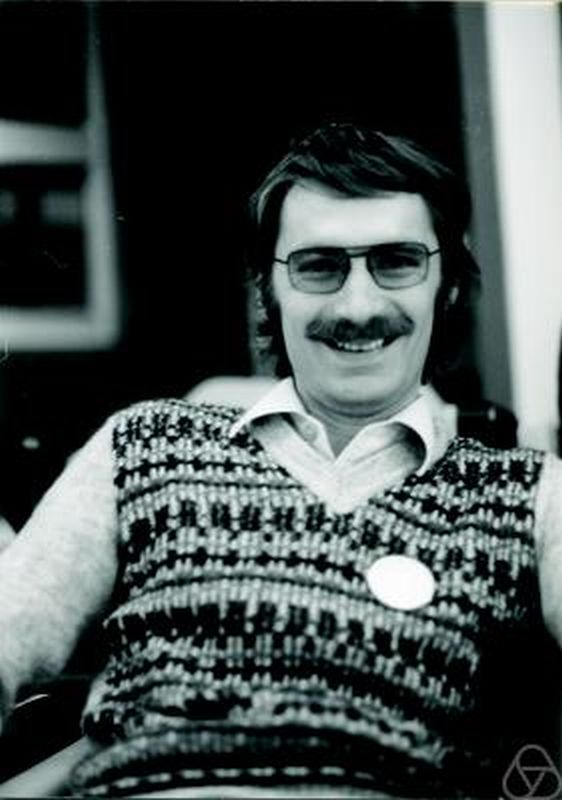
Karl Sigmund, Rennes 1975

Karl Sigmund (* 26. Juli 1945 in Gars am Kamp) ist ein österreichischer Mathematiker.

## Leben
Sigmund besuchte das Lycée Français de Vienne und studierte ab 1963 Mathematik an der Universität Wien, an der er 1968 bei Leopold Schmetterer promovierte. Als Post-Doc war er 1968/69 an der University of Manchester, 1969/70 am Institut des Hautes Études Scientifiques (IHES) bei Paris, 1970/71 an der Hebräischen Universität in Jerusalem. Ab 1972 war er an der Universität Wien, wo er sich 1972 habilitierte, und der Österreichischen Akademie der Wissenschaften. 1973 war er kurz Professor an der Universität Göttingen und ab 1974 ordentlicher Professor an der Universität Wien, wo er 1983 bis 1985 Vorstand des Mathematischen Instituts war. Seit 1984 war er auch zusätzlich am Internationalen Institut für Angewandte Systemanalyse (IIASA) in Laxenburg.
Sigmund befasste sich zunächst mit dynamischen Systemen und Ergodentheorie und ab etwa 1977 mit mathematischen Fragen der Biologie (Ökologie, Populationsgenetik) und chemischen Kinetik, teilweise in Zusammenarbeit mit Peter Schuster (damals unter anderem über die Hyperzyklen-Theorie von Manfred Eigen). Er entwickelte danach besonders die evolutionäre Spieltheorie, deren Wurzeln bis auf Ronald Fisher (1930) und R. C. Lewontin (1961) zurückgehen und die in den 1970er Jahren vor allem durch den Biologen John Maynard Smith vorangetrieben wurde.
1995 bis 1997 war er Vizepräsident und 1997 bis 2001 Präsident der Österreichischen Mathematischen Gesellschaft. 1991 bis 2001 gab er die Monatshefte für Mathematik heraus. 1998 hielt er einen Plenarvortrag auf dem Internationalen Mathematikerkongress (ICM) in Berlin (The population dynamics of conflict and cooperation). Seit 1996 ist er korrespondierendes und seit 1999 wirkliches Mitglied der mathematisch-naturwissenschaftlichen Klasse der Österreichischen Akademie der Wissenschaften und seit 2003 Mitglied der Leopoldina und Vizepräsident des Fonds zur Förderung der wissenschaftlichen Forschung (FWF).
2003 hielt Sigmund die Gauß-Vorlesung der DMV.
Er widmete sich auch der Geschichte der Mathematik und darin insbesondere dem Wiener Kreis. Er war Mitherausgeber der Nachlässe und der Gesammelten Werke von Hans Hahn und Karl Menger und Leiter einer Ausstellung über die Emigration österreichischer Mathematiker vor dem Anschluss sowie über Kurt Gödel, über den er auch ein Buch verfasste.
Karl Sigmund ist seit 1974 mit der Historikerin und Autorin Anna Maria Sigmund verheiratet und hat einen Sohn.

## Auszeichnungen
- 2006 Österreicher des Jahres in der Sparte Forschung
- 2010 Preis der Stadt Wien für Naturwissenschaften[3]
- 2010 Ehrendoktorwürde der Universität Helsinki[4]
- 2011 Blaise-Pascal-Medaille in Mathematik
- 2011 Wissenschaftspreis des Landes Niederösterreich
- 2016 Wissenschaftsbuch des Jahres in der Kategorie Naturwissenschaft/Technik für Sie nannten sich der Wiener Kreis[5]

## Schriften
- mit Manfred Denker, Christian Grillenberger: Ergodic Theory on Compact Spaces. Springer, 1976 (Lecture Notes in Mathematics. Bd. 527).
- mit Josef Hofbauer: Evolutionstheorie und Dynamische Systeme. Parey, 1984 (englische Ausgabe: Dynamical Systems and the theory of Evolution. Cambridge University Press, 1990).
- Spielpläne – Zufall, Chaos und Strategien der Evolution. Droemer/Knaur 1997, ISBN 3-426-77270-1 (englisch: Games of Life. Oxford University Press 1994).
- mit J. Hofbauer Evolutionary Games and Population Dynamics. Cambridge University Press, 1998.
- Musil, Perutz, Broch. In: Mitteilungen DMV. 1999, Heft 2 (französische Übersetzung in Gazette des Mathematiciens. 2000, PDF-Datei)
- mit J. Hofbauer Evolutionary Game Dynamics. In: Bulletin AMS. Bd. 40, 2003, S. 479–519.
- mit John W. Dawson, K. Mühlberger: Kurt Gödel – The Album. Vieweg 2006.
- mit John W. Dawson Gödel´s Vienna. In: Mathematical Intelligencer. 2006, Nr. 3.
- The calculus of selfishness. Princeton University Press, 2010.
- Sie nannten sich Der Wiener Kreis: Exaktes Denken am Rand des Untergangs. Springer Spektrum, 2015, ISBN 978-3-658-08534-6.
- Sie nannten sich Der Wiener Kreis: Exaktes Denken am Rand des Untergangs. Springer Spektrum, 2018, ISBN 978-3-658-18021-8.